# Casas de San Galindo
Pour les articles homonymes, voir Casas et Galindo (homonymie).
Casas de San Galindo est une commune d'Espagne de la province de Guadalajara dans la communauté autonome de Castille-La Manche. Depuis les années 1980, le village est peuplé de moins de vingt habitants.

## Liens
- Notices d'autorité :   - VIAF